# شيخ أحمد سالم سويدان
شيخ أحمد سالم سويدان (بالإنجليزية: Sheikh Ahmed Salim Swedan)‏ (ولد في أبريل 1960 أو 1969 في مومباسا، كينيا - توفي في 1 يناير 2009 في باكستان) مواطن كيني كان مطلوب من قبل حكومة الولايات المتحدة منذ شهر أكتوبر 2001  لتورطه في عملية تفجير سفارات الولايات المتحدة 1998. 

## مقتله
في 1 يناير 2009، قتل شيخ أحمد في باكستان بسبب ضربة صاروخية أمريكية.